# 斯莫利希夫
50°46′14″N 24°57′16″E / 50.77056°N 24.95444°E
斯莫利希夫（烏克蘭語：Смолигів）是位於烏克蘭西北部的村莊，由沃倫州盧茨克區的斯莫利希夫市鎮負責管轄。該村始建於1570年，面積1.42平方公里，海拔高度223米，2001年人口496，人口密度每平方公里349.79人。